# شلتون بنجامین
شلتون بنجامین (انگلیسی: Shelton Benjamin؛ زادهٔ ۹ ژوئیهٔ ۱۹۷۵) کشتی‌گیر کشتی حرفه‌ای اهل ایالات متحده آمریکا است که بیشتر به دلیل فعالیتش در دبلیودبلیوئی شناخته می‌شود.
او در دبلیودبلیوئی توانست سه بار قهرمان کمربند بین قاره ای و یک‌بار قهرمان کمربند ایالات متحده شود.